# Yge Foppema
Yge Herman Foppema (Dedemsvaart, 6 september 1901 – Oegstgeest, 2 december 1993) was een Nederlands journalist, dichter en vertaler.

## Leven en werk
Foppema was de zoon van ds. Roel Foppema (1870–1958) en Femia ter Beeke (1874–1927).
Foppema was oorspronkelijk onderwijzer. In 1930 ging hij de journalistiek in. Hij werd redacteur-secretaris van De Groene Amsterdammer. Na de Tweede Wereldoorlog werd hij redacteur van Vrij Nederland.
Foppema kreeg als dichter bekendheid door zijn in de oorlog geschreven gedichten, die hij in 1945 bundelde als Spijkerschrift mei 1940 – mei 1945. Zijn eerste gedicht dateert van 13 maart 1941 en is getiteld Ongenoemde doden – een strofe daaruit werd in 1947 opgenomen in het "Bevrijdingsglas", een glas-in-loodraam in de Sint-Janskerk in Gouda, alsmede op het verzetsmonument "Rustenburg" in Amersfoort. In deze bundel staat ook Foppema's bekendste gedicht Ballade van de ter dood veroordeelden (1943), dat in het voorjaar van 1945 al (illegaal) was gedrukt, met een illustratie van Marten Toonder.
Voor deze dichtbundel kreeg Foppema in 1945 de Verzetsprijs voor letterkundigen, vergezeld van een bedrag van 1000 gulden. Na de oorlog schreef hij geen gedichten meer. Wel stelde hij in 1946 een bloemlezing van verzetspoëzie samen, onder de titel Oude en nieuwe geuzenliederen.
Foppema schreef ook voor jongeren – zijn Vaders vertellingen (1937) werd in 1950 herdrukt met illustraties van Fiep Westendorp. Daarnaast vertaalde Foppema, onder andere werk van Stevenson en Thackeray.
In 1980 werd Spijkerschrift opnieuw uitgegeven, bij Amphora Books te Amstelveen (ISBN 90-6446-014-0). Daarin zijn, niet nader verklaarde, wijzigingen in de gedichten aangebracht.

## Privé
Hij was gehuwd met romanschrijfster en biografe Ruth Wolf.